# Kobce, Rojîșce
Kobce (în ucraineană Кобче) este o comună în raionul Rojîșce, regiunea Volînia, Ucraina, formată numai din satul de reședință.

## Demografie
Componența lingvistică a satului Kobce
     Ucraineană (98,17%)
     Rusă (1,83%)
Conform recensământului din 2001, majoritatea populației satului Kobce era vorbitoare de ucraineană (98,17%), existând în minoritate și vorbitori de rusă (1,83%).